# Dicranomyia (Dicranomyia) nigrescens
Dicranomyia (Dicranomyia) nigrescens is een tweevleugelige uit de familie steltmuggen (Limoniidae). De soort komt voor in het Australaziatisch gebied.